# De drie handwerksgezellen
De drie reizende gezellen of De drie handwerksgezellen is een sprookje dat werd genoteerd door de gebroeders Grimm voor Kinder- und Hausmärchen met volgnummer KHM120. De oorspronkelijke naam is Die drei Handwerksburschen.

## Het verhaal
Drie gezellen besluiten samen te blijven en komen in een stad, maar na een tijdje hebben ze niks om van te leven. Ze gaan weer op reis en besluiten de waard te schrijven waar ze zijn, zo kunnen ze in contact met elkaar blijven. Onderweg komen ze een rijk geklede man tegen en ze vertellen dat ze werk zoeken en samen willen blijven. De man zegt dat ze voorname heren zullen worden als ze doen wat hij zegt. Een van hen wil niet dat het hun ziel en zaligheid schaadt en de man zegt dat het hem niet om de mannen zelf gaat. Een ander heeft gezien dat de man een paardenhoef en mensenvoet heeft en wil niks met hem te maken hebben. De duivel zegt dan dat hij een ziel van een ander wil, die al voor de helft in zijn bezit is. De duivel vertelt wat de mannen moeten doen, de eerste moet op elke vraag het antwoord "wij alle drie" geven. De tweede moet zeggen "om het geld" en de derde "het was terecht".
Dit moeten de mannen steeds na elkaar zeggen en verder mogen ze geen woord spreken. Als ze wel spreken, zal al het geld verdwijnen. Als ze gehoorzamen, zullen hun zakken vol geld blijven. De duivel geeft zoveel geld als de mannen kunnen dragen en stuurt hen naar een herberg. Als ze in de herberg komen, vraagt de waard of ze iets willen eten. De mannen zeggen hun zinnetjes op en betalen meer dan de waard heeft gevraagd. De gasten vinden de mannen gek en er komt een koopman binnen. Hij wil dat de waard zijn geld bewaard en de gast mag boven in een speciale kamer slapen. De drie gezellen krijgen een slaapplaats beneden. 's Nachts gaat de waard met zijn vrouw naar de rijke koopman en slaat hem dood met een houthakkersbijl. Na de moord gaan ze weer slapen en de volgende ochtend is er een groot rumoer. De drie gezellen krijgen de schuld en als ze ondervraagd worden, antwoorden ze weer met hun eigen zinnetjes. 's Nachts komt de duivel en vertelt dat ze hun geluk niet moeten verspelen, er zal hen niks overkomen.
De volgende ochtend moeten ze voor de rechter verschijnen en opnieuw antwoorden de mannen op elke vraag met hun eigen zin, waardoor het lijkt dat ze de koopman terecht om het geld hebben vermoord met zijn drieën. De mannen worden tot de dood veroordeeld en worden de stad uit gebracht. De waard moet ook in de kring gaan staan en als de drie mannen worden beetgepakt door de beul komt een koets met vier bloedrode vossen aangereden. Er steekt een witte lap uit het raam en de scherprechter vertelt de mannen dat er gratie is verleend. De duivel stapt uit de koets in de gedaante van een zeer voorname heer en vertelt dat de drie onschuldig zijn. Ze mogen weer spreken en de mannen wijzen de waard aan als moordenaar. Ze vertellen dat er nog meer doden in zijn kelder hangen en de beulsknechten gaan naar de herberg en zien dat het waar is. De waard wordt onthoofd op het schavot en de duivel vertelt de drie dat hij de ziel heeft die hij wilde. De drie hebben genoeg geld voor hun hele leven.

## Achtergronden
- Het sprookje is een combinatie van een vertelling uit Zwehrn en één uit de streek van de Leine.
- Er deden meer van zulke verhalen de ronde, met steeds weer andere antwoorden. In de Lage Landen kende men De drie broers.
- De duivelskoets die bespannen is met bloedrode paarden, komt ook voor in De raaf (KHM93).
- De duivel komt vaker voor in sprookjes, zie ook De duivel met de drie gouden haren (KHM29), Het meisje zonder handen (KHM31), De peetoom (KHM42), Het aardmanneke (KHM91), De roetzwarte broer van de duivel (KHM100), De duivel en zijn grootmoeder (KHM125), Het gedierte van de Heer en de Duivel (KHM148), De boer en de duivel (KHM189) en De grafheuvel (KHM195).